# Ridderstrijd (Avonturenpark Hellendoorn)
Ridderstrijd is een stalen draaiende wildemuis-achtbaan in het Nederlandse Avonturenpark Hellendoorn.

## Geschiedenis

### La Feria Chapultepec Mágico (1999-2019)
De achtbaan opende in 1999 als Ratón Loco (Spaans: Gekke Muis) in het Mexicaanse pretpark La Feria Chapultepec Mágico en werd ontworpen en gebouwd door Reverchon. Dit park moest haar deuren sluiten in 2019 na een ongeluk van achtbaan Quimera waarbij 2 mensen om het leven kwamen. Na het ongeluk werd het park gesloten en de vergunning afgenomen en moet het park een aantal van zijn attracties demonteren en was het  noodgedwongen om deze te verkopen. 

### Avonturenpark Hellendoorn
In 2020 werd achtbaan Ratón Loco verkocht aan Avonturenpark Hellendoorn. De opbouw van de achtbaan begon in Avonturenpark Hellendoorn in het najaar van 2021 op de plek waar voorheen het Doolhof stond. Het doel was om in 2022 te openen, maar onder andere doordat er leveringsproblemen waren voor elektrische onderdelen en het advies van de TÜV om de constructie te verstevigen werd dit vertraagd. Ridderstrijd werd uiteindelijk geopend op 30 maart 2024 voor de eerste testdagen. Voor het grote publiek gaat de achtbaan open vanaf 27 april 2024.
Afbeeldingen
 · Lijst van attracties